# Atheta shimbaensis
Atheta shimbaensis – gatunek chrząszcza z rodziny kusakowatych i podrodziny rydzenic.
Gatunek ten opisał po raz pierwszy w 1995 roku Roberto Pace na łamach „Revue suisse de Zoologie”. Jako lokalizację typową wskazano Shimba Hills w Kenii.
Chrząszcz o błyszczącym, wydłużonym w zarysie ciele długości 2,3 mm. Głowa jest brązowa, wyraźnie siateczkowana, mocno i pępkowato punktowana. Czułki mają człony od pierwszego do trzeciego czerwonawożółte, a człony od czwartego do dziesiątego rudobrązowe. Brązowe przedplecze ma wyraźne siateczkowanie, płytkie punktowanie oraz wąską i płytką bruzdę wzdłuż środka. Na brązowych pokrywach występują wyraźne punkty i zatarte siateczkowanie. Barwa odnóży jest ruda. Odwłok ma brązowy kolor. Genitalia samca mają edeagus podobny do tego u A. shimbaoides, ale krótszy, zaopatrzony w kolcowaty wyrostek wentralny i o bokach w widoku brzusznym niezbieżnych ku szczytowi.
Owad afrotropikalny, znany wyłącznie z Kenii.